# Errina reticulata
Errina reticulata är en nässeldjursart som beskrevs av Stephen D. Cairns 1991. Errina reticulata ingår i släktet Errina och familjen Stylasteridae. Inga underarter finns listade i Catalogue of Life.